# Croix de Coeur
Croix de Coeur (übersetzt Herzkreuz) ist ein Pass im Schweizer Kanton Wallis. Er verbindet die Orte Verbier und Riddes. Die Passhöhe liegt auf 2174 m ü. M. zwischen dem Savoleyres (2343 m) im Westen und dem Tête des Etablons (2415 m) im Osten.
Die Fahrstrasse aus dem Tal in das Dorf Verbier-Village besteht seit 1936 und von dort auf die Terrasse mit den frühen Tourismuseinrichtungen seit 1949. Die Gemeindegrenze verläuft im Norden über die Bergkette des Pierre Avoi und die Passübergänge Col de la Marlene und Croix de Coeur bis zur Tête des Etablons.

## Radsport
Im Jahr 2023 führte die 13. Etappe des Giro d’Italia über die Passhöhe des Croix de Coeur. Die Auffahrt erfolgte über die Südseite, ehe auf der Kuppe eine Bergwertung der 1. Kategorie abgenommen wurde. Der erfolgte unmittelbar nach dem Start, da der Grosse St. Bernhard aufgrund von Schlechtwetters aus dem Programm genommen worden war. Die Bergwertung sicherte sich der Franzose Thibaut Pinot.
| Jahr | Etappe     | Bergwertung  | Fahrer        | Auffahrt |
| ---- | ---------- | ------------ | ------------- | -------- |
| 2023 | 13. Etappe | 1. Kategorie | Thibaut Pinot | Süd      |

## Einzelnachweise

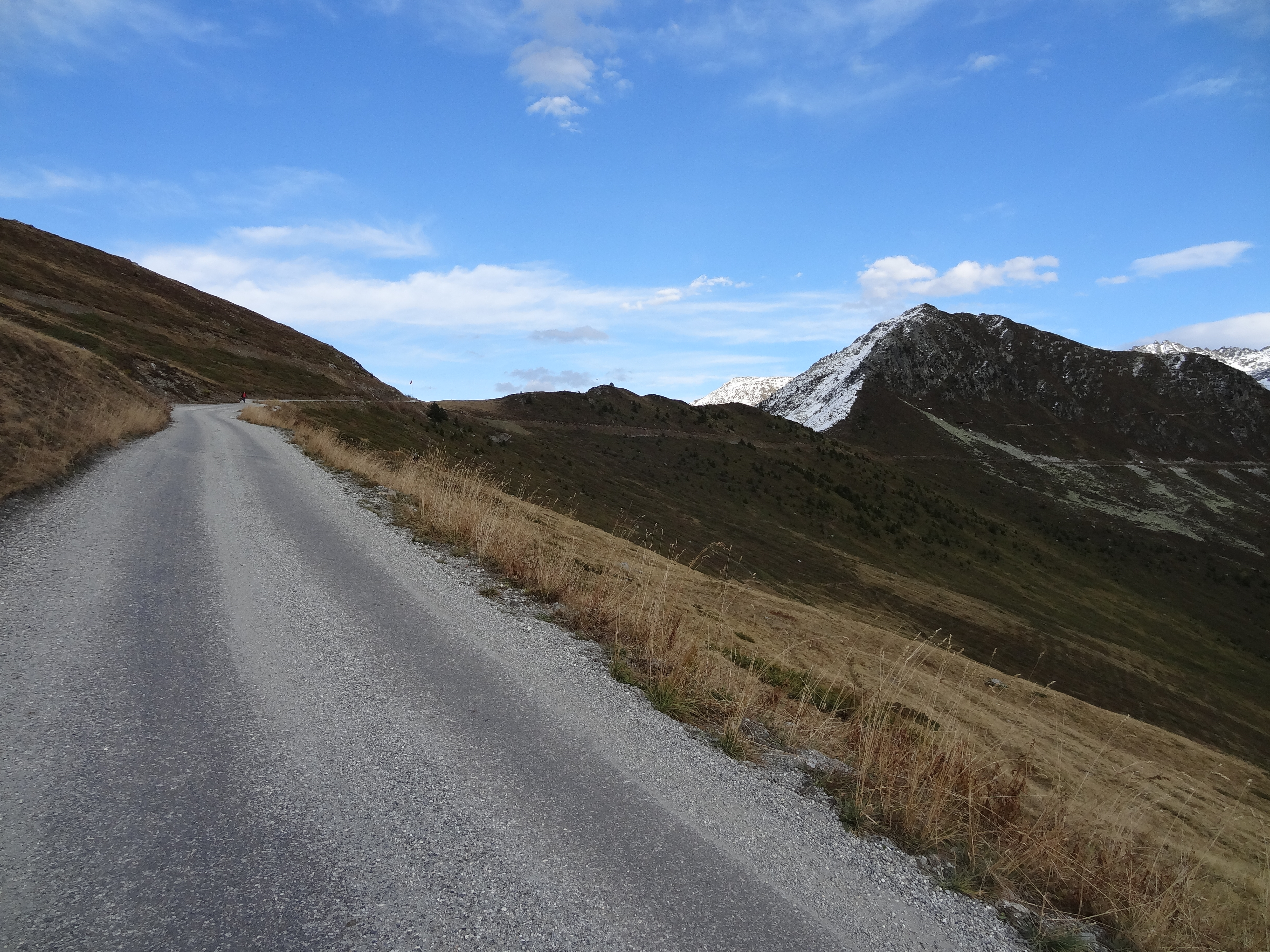
Croix de Coeur im Herbst